# Zürcher Gemeindewappen und Gemeindefahnen

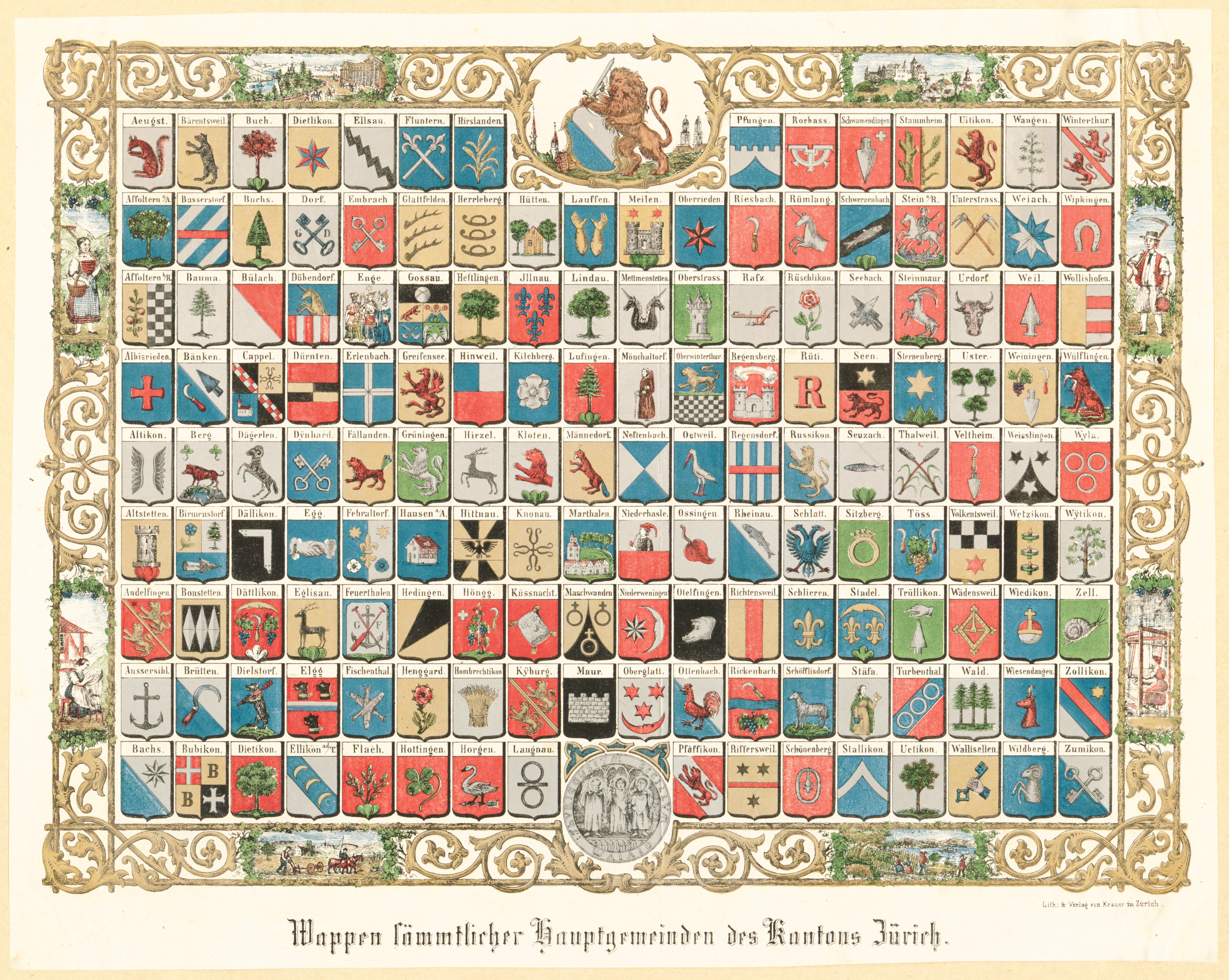
Die «Krauertafel» (Johannes Krauer, um 1850–1860)

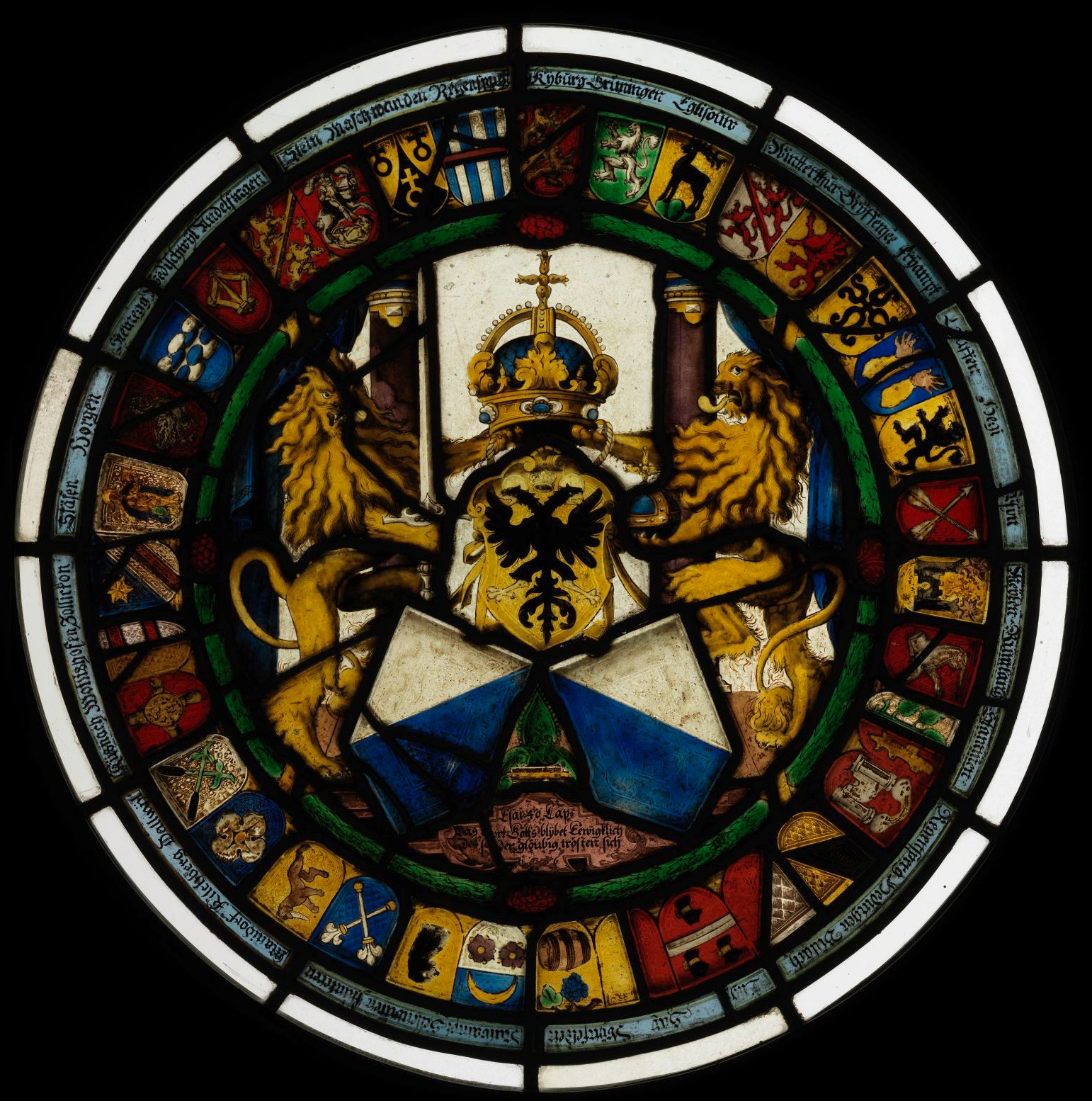
Zürcher Ämterscheibe von 1616 (Hans Jakob Nüscheler dem Älteren zugeschrieben), mit 35 Wappen der Ämter und Gemeinden (Kyburg, Grüningen, Eglisau, Winterthur, Greifensee, Freiamt, Laufen, Hegi, Pfyn, Meilen, Rümlang, Stammheim, Regensdorf, Hedingen, Bülach, Elgg, Sax, Weinfelden, Neuamt, Sellenbüren, Fluntern, Männedorf, Kilchberg, Thalwil, Küsnacht, Wollishofen, Zollikon, Stäfa, Horgen, Wädenswil, Andelfingen, Stein, Maschwanden, Regensberg).

Die im Kanton Zürich verwendeten Gemeindewappen gehen auf die Einführung von Vogtei-, Amts-, Orts- und Dorfwappen im 16. Jahrhundert zurück, meist bereits damals in Anlehnung an die Wappen mittelalterlicher Familien aus dem regionalen Kleinadel.
Die modernen Gemeindewappen gehen zurück auf die Arbeit der Gemeindewappenkommission der Antiquarischen Gesellschaft in Zürich, die zwischen 1926 und 1936 die Wappen der damals insgesamt 179 Zürcher Gemeinden festlegte; acht Gemeinden verloren schon bei der Zürcher Eingemeindung von 1934 ihren Status als Gemeinde. Die Gemeindefusionen jüngeren Datums (2014–2022) reduzierten die Zahl der Gemeinden per 1. Januar 2023 auf 160. Daneben führen zahlreiche Ortsteile, Quartiere und ehemalige Zivilgemeinden eigene Wappen.

## Frühe Geschichte

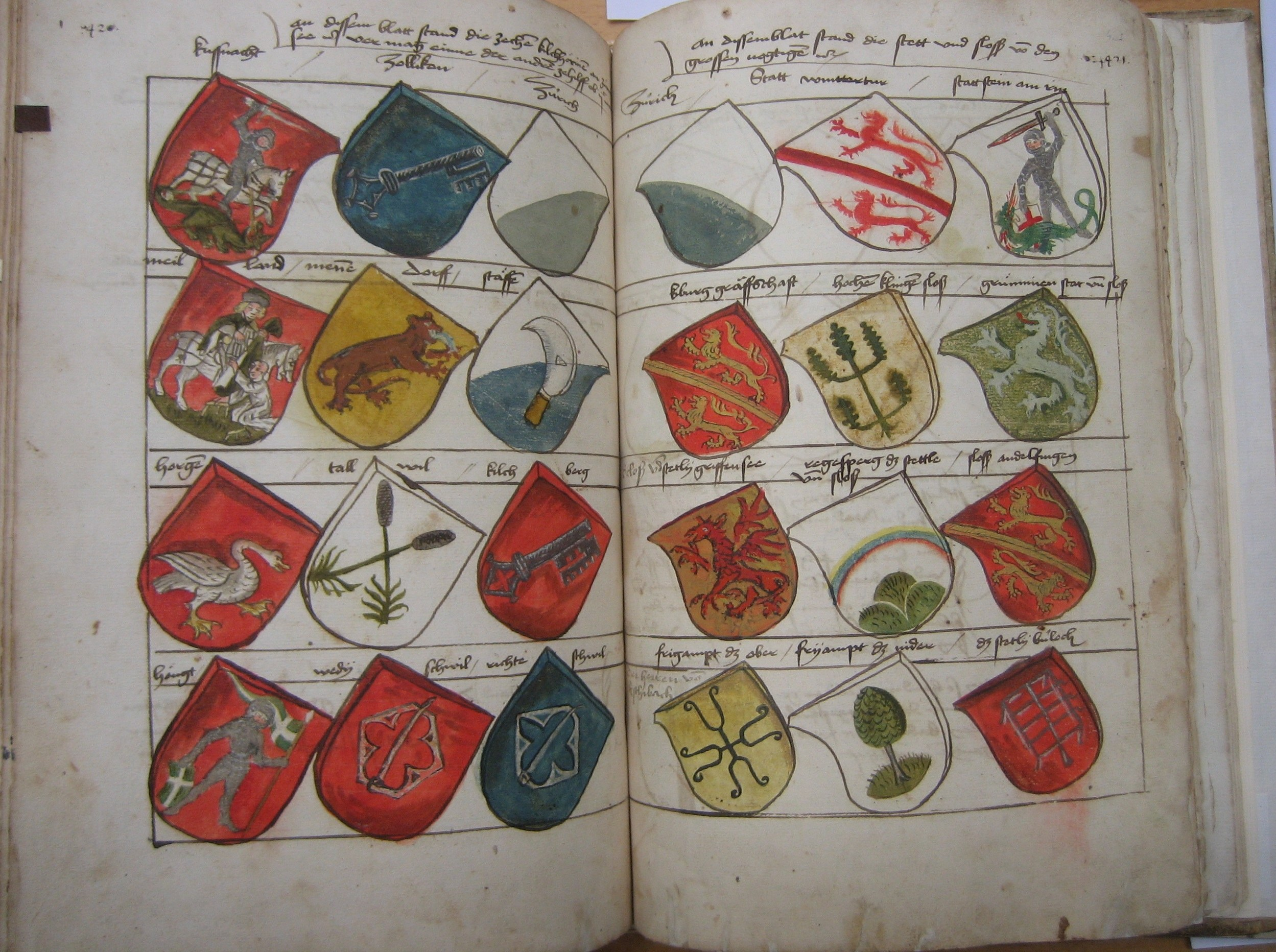
Wappendarstellungen in Edlibachs Zürcher Chronik (um 1490)

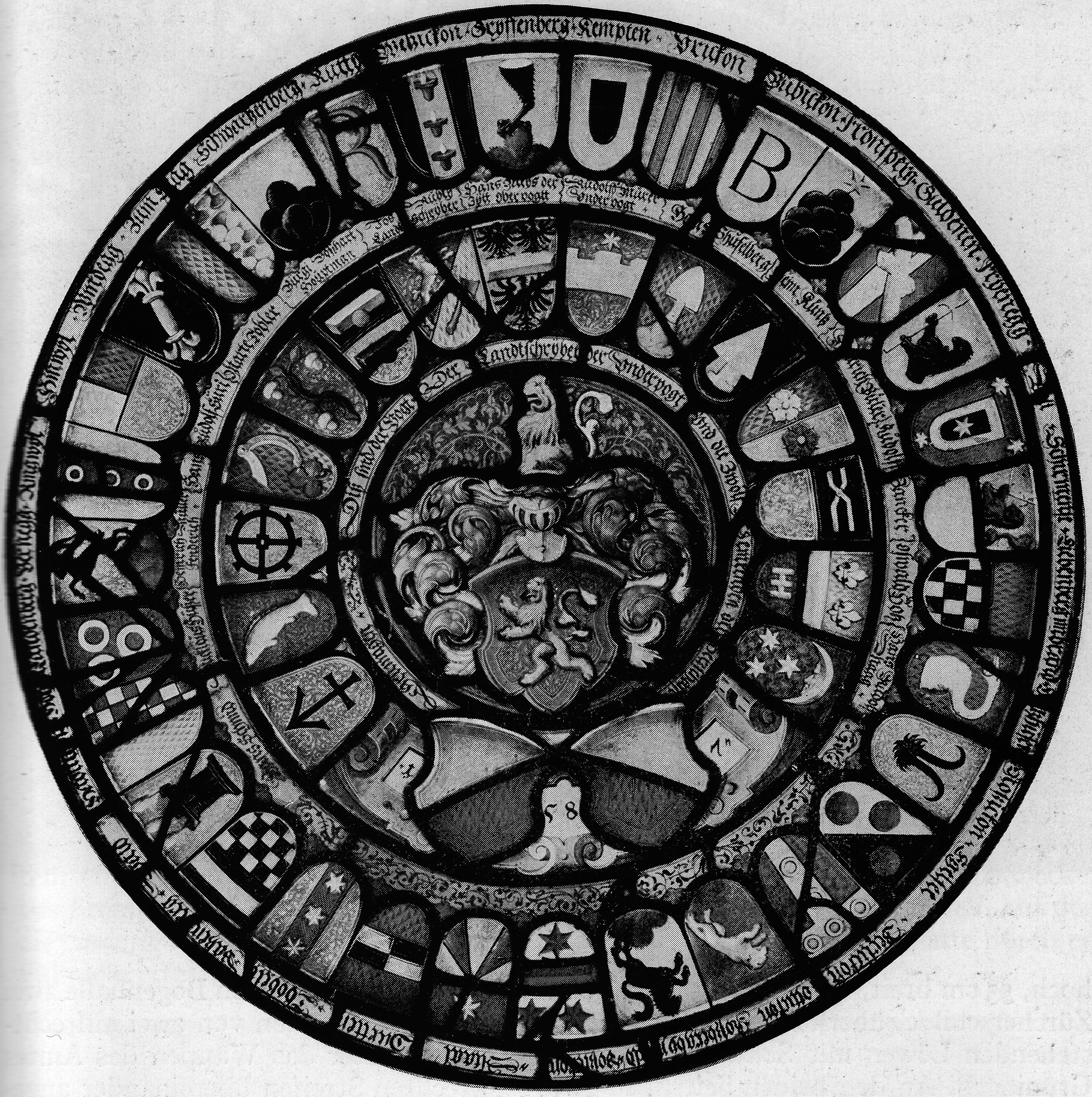
Grüninger Amtscheibe von 1587

Nur vier der heutigen Gemeinden besassen bereits im Mittelalter eigene Wappensiegel: Zürich (1250), Winterthur (1264), Grüningen (1370) und Elgg (1371).
Die Verwendung von Dorf- bzw. Ortswappen geht auf das ausgehende 15. Jahrhundert zurück, als erstmals Wappen einzelner Vogteien oder Ämter abgebildet wurden (meist basierend auf Wappen längst ausgestorbener Adelsgeschlechter aus der jeweiligen Gegend).
So zeigt die Zürcher Chronik von Gerold Edlibach (um 1490) neben den Wappen von Städten und Vogteien auch Wappen der Kirchgemeinden am Zürichsee (die zechen kilchhövinen an Zürich see).
Im 16. Jahrhundert treten Dorfwappen vermehrt auf Landkarten (Kantonskarte von Jos Murer 1566) und in Wappenscheiben (Ämterscheibe der Herrschaft Grüningen 1587, Ämterscheibe von Zürich 1544) auf.
Zahlreiche Ämter- und Gemeindescheiben aus dem 17. Jahrhundert sind erhalten.
Nach der Gründung des modernen Kantons Zürich und der modernen politischen Gemeinden im frühen 18. Jahrhundert begannen die Landgemeinden, mit grösserem Selbstbewusstsein Wappen zu führen, ohne dass die jeweiligen Wappen auf kantonaler Ebene offiziellen Status gehabt hätten.
Der Zürcher Lithograph Johannes Krauer gab um die Mitte des 19. Jahrhunderts eine Tafel mit farbigen Darstellungen der Wappen aller Zürcher Gemeinden heraus (die «Krauertafel»). Diese war eilig zusammengestellt und enthielt zahlreiche Fehler und Auslassungen.

## Bereinigung der Gemeindewappen
Zu Beginn des 20. Jahrhunderts wurde es Mode, Gemeindehäuser, Fahnen von Ortsvereinen, Briefköpfe usw. mit Gemeindewappen zu versehen. Aufgrund der Widersprüche zwischen der weit verbreiteten «Krauertafel» und einzelnen lokalen Traditionen kam es zu zahlreichen Nachfragen an das Staatsarchiv Zürich.
Im Jahr 1917 unternahm der Archivbeamte Friedrich Hegi systematische Nachforschungen. Um zu erfassen, wo alte Wappendarstellungen vorhanden waren und aus welcher Zeit sie stammten, versandte er Fragebogen an die Gemeindekanzleien aller Gemeinden im Kanton, die Beantwortung blieb aber lückenhaft.
In den 1920er Jahren stieg in der Schweiz das Interesse an Gemeindewappen. Kaffee Hag gab zu Reklamezwecken Sammelalben schweizerischer Gemeindewappen heraus, und in zahlreichen Kantonen wurden Kommissionen zur Erforschung der Gemeindewappen gegründet. In Zürich entstand eine solche Kommission 1925 auf Anregung von Hans Hess in einem Brief an den Vorstand der Antiquarischen Gesellschaft in Zürich. Die Kommission sammelte einerseits historische Darstellungen von Ortswappen und regte andererseits die Festlegung offizieller, moderner Gemeindewappen an.
Die Gemeindewappen sollten wenn möglich auf historischen Wappen beruhen. Mit Vorliebe griff man auf Wappen von Adelsgeschlechtern zurück, die in einem Dorf Herrschaftsrechte besessen hatten. Nur für das Wappen von Bertschikon fand sich überhaupt keine historische Anknüpfung. Gleichzeitig waren aber auch «überladene» Wappen zu vereinfachen und heraldisch «falsche» zu verbessern.
Zudem sollten identische Wappen vermieden werden, was in Einzelfällen, in denen zwei Gemeinden dasselbe Wappen beanspruchten, zu Schlichtungsgesprächen zwischen Gemeindeabgeordneten führte. In den meisten Gemeinden gab schliesslich der Gemeinderat in eigener Kompetenz seine schriftliche Zustimmung zu der vorgeschlagenen Blasonierung. Daher datiert die Einführung der allermeisten Gemeindewappen im Kanton Zürich auf die späten 1920er Jahre. Behörden, die zu Beginn der 1930er Jahre immer noch unschlüssig waren, wurden unter Druck gesetzt, indem die Kommission ankündigte, die betreffenden Wappen würden in der geplanten Wappentafel einfach fehlen.
In dreizehn Ortschaften, nämlich Bülach, Dietlikon, Humlikon, Hüntwangen, Marthalen, Oberembrach, Oberrieden ZH, Oberweningen, Otelfingen, Regensberg, Uster, Wangen und Zumikon, konnte sich der Gemeinderat nicht für ein Wappen entscheiden und legte die Frage der Gemeindeversammlung vor.
Wenn jeweils fünf Wappen von den Gemeindebehörden genehmigt waren, wurden sie als Serie zusammengefasst und als farbige Postkarte herausgegeben, in insgesamt 35 Serien zwischen 1926 und 1936. Die vier letzten Wappen (Marthalen, Uetikon am See, Volken und Wangen) erschienen 1936 schliesslich einzeln.
Der Erfolg der Kommission wurde in der Neuen Zürcher Zeitung vom 29. April 1936 gewürdigt: «Wie einige Kantone der Westschweiz ist nun auch der Kanton Zürich in der angenehmen Lage, eine vollständige Sammlung der Gemeindewappen seines Gebietes zu besitzen, und zwar, was von Bedeutung ist, handelt es sich dabei ausnahmslos um Wappen, die von den betreffenden Gemeinden offiziell anerkannt worden sind.». Am 7. November 1936 wurde die Gemeindewappenkommission, die ihren Auftrag nun erfüllt hatte, aufgelöst.

## Gemeindewappenbuch
Nach 1940 erschienen in verschiedenen Kantonen Gemeindewappenbücher (Solothurn 1941, St. Gallen 1947, Schaffhausen 1951, Basel-Landschaft 1952, Graubünden 1953, Thurgau 1960). Dies führte in Zürich zur Nachfrage nach einer entsprechenden Publikation, und die Antiquarische Gesellschaft beschloss 1969 eine Neubearbeitung der Serien in Buchform.
Die Blasonierungen sollten inhaltlich belassen, aber präziser formuliert und die graphische Darstellung sanft modernisiert werden. Letzterer Punkt führte zu Widerstand aus einzelnen Gemeinden, die die Darstellung von um 1930 unverändert beibehalten wollten, während andere Gemeinden die graphische Darstellung in der Zwischenzeit selbständig und teilweise radikal modernisiert hatten. Es zeigte sich also bereits eine Kluft zwischen der traditionellen Heraldik, die die Blasonierung als einzig massgeblich betrachtet, und der Verwendung von Gemeindewappen als Logo im optischen Auftritt einer Behörde.
Der verantwortliche Heraldiker Hans Kläui versuchte sich mit einem Artikel, der im Sonderdruck an die Gemeinden verteilt wurde, Gehör zu verschaffen, um über (aus Sicht der Heraldik) «Dilettantismus», «falsche Vorstellungen» und «Missverständnisse» aufzuklären. Die Publikation verzögerte sich durch den Tod des Zeichners Walter Käch 1970. Käch wurde durch den Heraldiker Fritz Brunner ersetzt, und das Gemeindewappenbuch erschien schliesslich im Jahr 1977.

## Gemeinde-Logos
Nach 2000 wurde es zunehmend üblich, dass Gemeinden neben einem Wappen auch ein offizielles Logo definieren, das in offiziellen Internetauftritten und gedruckten Publikationen verwendet wird, oft zusammen mit einem Slogan.
Diese Logos lehnen sich teilweise an die Gemeindewappen an (unter Beifügung von Schriftzügen oder graphischen Elementen), teilweise sind sie vom Wappen völlig unabhängig.
Zum Beispiel die Gemeinde Bubikon führte 2011 ein Logo ein, das dem Gemeindewappen einen «stilisierten Treppenhausgiebel» in hellem Grau beifügt.
Die Gemeinde Bassersdorf gab sich 2007 ein Logo unter Einbezug der Postleitzahl 8303, in der Form «8303assersdorf».
Der Kanton Zürich verfolgt ein eigenes Corporate Design, vom Regierungsrat 2014 verabschiedet.

## Liste
siehe auch Gemeinden des Kantons Zürich
Der Kanton Zürich hat gegenwärtig (Stand 1. Januar 2023) 160 politische Gemeinden.

### Gemeindewappen

Adliswil (1929)
Aesch (1932)
Aeugst am Albis (1929; 1605)
Affoltern am Albis (1929)
Altikon (1928)
Andelfingen (1927)
Bachenbülach (1931)
Bachs (1931)
Bäretswil (1927)
Bassersdorf (1930; Edlibach 1493)
Bauma (1927)
Benken (1929)
Berg am Irchel (1943; Herren von Erzingen-Betmaringen um 1360)
Birmensdorf (ZH) (1933)
Bonstetten (1926; Freiherren von Bonstetten 1260)
Boppelsen (1932; 1737)
Brütten (1934)
Bubikon (1926; Komturei Bubikon um 1500)
Buch am Irchel (1927; 1705)
Buchs (1931; 1719)
Bülach (1931; Edlibach 1493)
Dachsen (1930)
Dägerlen (1928; Krauertafel 1860)
Dällikon (1930; Familienwappen 1539)
Dänikon (1930)
Dättlikon (1928)
Dielsdorf (1928; 1737)
Dietikon (1926; 1693)
Dietlikon (1931; 1719)
Dinhard (1931; 1729)
Dorf bei Andelfingen (1928)
Dübendorf (1926; Obervogtei Dübendorf 1674)
Dürnten (1927; Meier von Dürnten 1294)
Egg bei Zürich (1926; 1806)
Ellikon an der Thur (1931; Herren von Goldenberg um 1360)
Elsau (1923)
Embrach (1928; 1547)
Erlenbach (1927; 1657)
Fällanden (1926; Edlibach 1493)
Fehraltorf (1930)
Feuerthalen (1931)
Fischenthal (1928)
Flaach (1932; 1611)
Flurlingen (1929; 1668)
Geroldswil (1928; 1834)
Glattfelden (1926; um 1500)
Gossau (1932)
Greifensee (1930; Amtswappen 1473)
Eglisau (1927; Stadtwappen um 1500)
Elgg (1927; Juliusbanner 1512)
Grüningen (Stadtwappen um 1370)
Hagenbuch (1926)
Hausen am Albis (1929)
Hedingen (1926; Herren von Hedingen 1288)
Henggart (1933)
Herrliberg (1927; Edlibach 1493)
Hettlingen (1928; Herren von Hettlingen 1340)
Hinwil (1926; Herren von Hinwil 1340)
Hittnau (1927; Herren von Werdegg bei Edlibach 1493)
Hochfelden (1931)
Hombrechtikon (1932)
Horgen (1926; Edlibach 1485)
Höri (1931)
Hüntwangen (1934)
Hüttikon (1932)
Illnau-Effretikon (1927)[9]
Kappel am Albis (1931)
Kilchberg (1928)
Kleinandelfingen (1927)
Kloten (1927; Herren von Kloten 1331)
Knonau (1927; Meyer von Knonau 1375)
Küsnacht (1933; Edlibach 1493)
Langnau am Albis (1934)
Laufen-Uhwiesen (1927)
Lindau (1928)
Lufingen (1929)
Männedorf (1930; Edlibach 1493)
Marthalen (1934)
Maschwanden (1928; Amtswappen 1512)
Maur (1927; Meier von Mure 1348)
Meilen (1932; Edlibach 1493)
Mettmenstetten (1928; Herren von Hünenberg 1285)
Mönchaltorf (1927)
Neerach (1928)
Neftenbach (1928; Freiherren von Wart 1245)
Niederglatt (1928)
Niederhasli (1928)
Niederweningen (1928)
Nürensdorf (1928)
Oberembrach (1933)
Oberengstringen (1931)
Oberglatt (1928)
Oberrieden (1932; 1687)
Oberweningen (1928)
Obfelden (1928)
Oetwil am See (1932)
Oetwil an der Limmat (1927)
Opfikon (1930)
Ossingen (1927; 1573)
Otelfingen (1928)
Ottenbach (1928; Edlibach 1493)
Pfäffikon (1926; Herren von Pfäffikon 1535)
Pfungen (1928)
Rafz (1930)
Regensberg (1926; Edlibach 1493)
Regensdorf (1928; Freiherren von Regensberg 1281)
Rheinau (1928; Stadtsiegel 1374)
Richterswil (1924)
Rickenbach (1929; 1646)
Rifferswil (1928)
Rorbas (1932)
Rümlang (1930; Herren von Rümlang 1306)
Rüschlikon (1932)
Russikon (1930)
Rüti (1928; Klosteramt Rüti 1525)
Schlatt (1928; Herren von Schlatt 1340)
Schleinikon (1930)
Schlieren (1931)
Schöfflisdorf (1930)
Schwerzenbach (1932)
Seegräben (1931)
Seuzach (1929; Herren von Heimenstein um 1530)
Stadel bei Niederglatt (1931)
Stammheim (2019, aus den Wappen von Unterstammheim und Oberstammheim)
Stäfa (1928; Obervogtei Stäfa 1526)
Stallikon (1931)
Steinmaur (1930; 1726)
Thalheim an der Thur (1930; 1685)
Thalwil (1930; Edlibach 1493)
Trüllikon (1928)
Truttikon (1930)
Turbenthal (1928)
Uetikon am See (1935; 1684)
Uitikon (1931)
Unterengstringen (1931)
Urdorf (1931; 1778)
Uster (1917; Edlibach 1493)
Volken (1935)
Volketswil (1928)
Wädenswil (1933)
Wald (1926, 1940)
Wallisellen (1929)
Wangen-Brüttisellen (1934)
Wasterkingen (1933)
Weiach (1931; Krauer 1860)
Weiningen (1932)
Weisslingen (1927; Herren von Wissnang bei Edlibach 1493)
Wettswil am Albis (1928; 1675)
Wetzikon (1927; Edlibach 1493)
Wiesendangen (1928; Herren von Wiesendangen 1340)
Wil (1930)
Wila (1926; Herren von Landenberg 1340)
Wildberg (1927; Herren von Wildberg 1306)
Winkel (1930; Herren von Winkelsheim um 1400)
Winterthur (Stadtwappen um 1460)
Zell (1930)
Zollikon (1930; Edlibach 1493)
Zumikon (1931)
Zürich (Stadtwappen um 1380)

### Gemeindefahnen

Adliswil (1929)
Aesch (1932)
Aeugst am Albis (1929; 1605)
Affoltern am Albis (1929)
Altikon (1928)
Andelfingen (1927)
Bachenbülach (1931)
Bachs (1931)
Bäretswil (1927)
Bassersdorf (1930; Edlibach 1493)
Bauma (1927)
Benken (1929)
Berg am Irchel (1943; Herren von Erzingen-Betmaringen um 1360)
Birmensdorf (ZH) (1933)
Bonstetten (1926; Freiherren von Bonstetten 1260)
Boppelsen (1932; 1737)
Brütten (1934)
Bubikon (1926; Komturei Bubikon um 1500)
Buch am Irchel (1927; 1705)
Buchs (1931; 1719)
Bülach (1931; Edlibach 1493)
Dachsen (1930)
Dägerlen (1928; Krauertafel 1860)
Dällikon (1930; Familienfahne 1539)
Dänikon (1930)
Dättlikon (1928)
Dielsdorf (1928; 1737)
Dietikon (1926; 1693)
Dietlikon (1931; 1719)
Dinhard (1931; 1729)
Dorf bei Andelfingen (1928)
Dübendorf (1926; Obervogtei Dübendorf 1674)
Dürnten (1927; Meier von Dürnten 1294)
Egg bei Zürich (1926; 1806)
Ellikon an der Thur (1931; Herren von Goldenberg um 1360)
Elsau (1923)
Embrach (1928; 1547)
Erlenbach (1927; 1657)
Fällanden (1926; Edlibach 1493)
Fehraltorf (1930)
Feuerthalen (1931)
Fischenthal (1928)
Flaach (1932; 1611)
Flurlingen (1929; 1668)
Geroldswil (1928; 1834)
Glattfelden (1926; um 1500)
Gossau (1932)
Greifensee (1930; Amtsfahne 1473)
Eglisau (1927; Stadtfahne um 1500)
Elgg (1927; Juliusbanner 1512)
Grüningen (Stadtfahne um 1370)
Hagenbuch (1926)
Hausen am Albis (1929)
Hedingen (1926; Herren von Hedingen 1288)
Henggart (1933)
Herrliberg (1927; Edlibach 1493)
Hettlingen (1928; Herren von Hettlingen 1340)
Hinwil (1926; Herren von Hinwil 1340)
Hittnau (1927; Herren von Werdegg bei Edlibach 1493)
Hochfelden (1931)
Hombrechtikon (1932)
Horgen (1926; Edlibach 1485)
Höri (1931)
Hüntwangen (1934)
Hüttikon (1932)
Illnau-Effretikon (1927)[9]
Kappel am Albis (1931)
Kilchberg (1928)
Kleinandelfingen (1927)
Kloten (1927; Herren von Kloten 1331)
Knonau (1927; Meyer von Knonau 1375)
Küsnacht (1933; Edlibach 1493)
Langnau am Albis (1934)
Laufen-Uhwiesen (1927)
Lindau (1928)
Lufingen (1929)
Männedorf (1930; Edlibach 1493)
Marthalen (1934)
Maschwanden (1928; Amtsfahne 1512)
Maur (1927; Meier von Mure 1348)
Meilen (1932; Edlibach 1493)
Mettmenstetten (1928; Herren von Hünenberg 1285)
Mönchaltorf (1927)
Neerach (1928)
Neftenbach (1928; Freiherren von Wart 1245)
Niederglatt (1928)
Niederhasli (1928)
Niederweningen (1928)
Nürensdorf (1928)
Oberembrach (1933)
Oberengstringen (1931)
Oberglatt (1928)
Oberrieden (1932; 1687)
Oberweningen (1928)
Obfelden (1928)
Oetwil am See (1932)
Oetwil an der Limmat (1927)
Opfikon (1930)
Ossingen (1927; 1573)
Otelfingen (1928)
Ottenbach (1928; Edlibach 1493)
Pfäffikon (1926; Herren von Pfäffikon 1535)
Pfungen (1928)
Rafz (1930)
Regensberg (1926; Edlibach 1493)
Regensdorf (1928; Freiherren von Regensberg 1281)
Rheinau (1928; Stadtsiegel 1374)
Richterswil (1924)
Rickenbach (1929; 1646)
Rifferswil (1928)
Rorbas (1932)
Rümlang (1930; Herren von Rümlang 1306)
Rüschlikon (1932)
Russikon (1930)
Rüti (1928; Klosteramt Rüti 1525)
Schlatt (1928; Herren von Schlatt 1340)
Schleinikon (1930)
Schlieren (1931)
Schöfflisdorf (1930)
Schwerzenbach (1932)
Seegräben (1931)
Seuzach (1929; Herren von Heimenstein um 1530)
Stadel bei Niederglatt (1931)
Stammheim (2019, aus den Fahne von Unterstammheim und Oberstammheim)
Stäfa (1928; Obervogtei Stäfa 1526)
Stallikon (1931)
Steinmaur (1930; 1726)
Thalheim an der Thur (1930; 1685)
Thalwil (1930; Edlibach 1493)
Trüllikon (1928)
Truttikon (1930)
Turbenthal (1928)
Uetikon am See (1935; 1684)
Uitikon (1931)
Unterengstringen (1931)
Urdorf (1931; 1778)
Uster (1917; Edlibach 1493)
Volken (1935)
Volketswil (1928)
Wädenswil (1933)
Wald (1926, 1940)
Wallisellen (1929)
Wangen-Brüttisellen (1934)
Wasterkingen (1933)
Weiach (1931; Krauer 1860)
Weiningen (1932)
Weisslingen (1927; Herren von Wissnang bei Edlibach 1493)
Wettswil am Albis (1928; 1675)
Wetzikon (1927; Edlibach 1493)
Wiesendangen (1928; Herren von Wiesendangen 1340)
Wil (1930)
Wila (1926; Herren von Landenberg 1340)
Wildberg (1927; Herren von Wildberg 1306)
Winkel (1930; Herren von Winkelsheim um 1400)
Winterthur (Stadtfahne um 1460)
Zell (1930)
Zollikon (1930; Edlibach 1493)
Zumikon (1931)
Zürich (Stadtfahne um 1380)

### Ehemalige Gemeindewappen

Adlikon bei Andelfingen (1931; bis 2022)
Affoltern (1930; Eingemeindung 1934)
Albisrieden (1927; Eingemeindung 1934)
Altstetten (1927; Edlibach 1493; Eingemeindung 1934)
Aussersihl (1787; Eingemeindung 1893)
Bertschikon bei Attikon (1930; bis 2013)
Enge (1693; Eingemeindung 1893)
Fluntern (1674; Eingemeindung 1893)
Hirslanden (bei Krauer 1860; Eingemeindung 1893)
Hirzel (1932; bis 2017)
Hofstetten bei Elgg (1929; Herren von Schauenberg bei Edlibach 1493; bis 2017)
Höngg (1928; Obervogtei Höngg 1674; Eingemeindung 1934)
Hottingen (bei Krauer 1860; Eingemeindung 1934)
Humlikon (1930; Herren von Humlikon um 1300; bis 2022)
Hütten (1932; bis 2018)
Kyburg (1926; Grafen von Kyburg 1264; bis 2015)
Oberstammheim (1932; bis 2018)
Oberstrass (1693; Eingemeindung 1893; Quartierwappen 1925)
Oberwinterthur (Eingemeindung 1922; Meier von Oberwinterthur 1293)
Oerlikon (1931; Eingemeindung 1934)
Riesbach (1693; Eingemeindung 1893)
Schönenberg (1932; bis 2018)
Schwamendingen (1930; Eingemeindung 1934)
Seebach (1928; Eingemeindung 1934)
Seen (Eingemeindung 1922; Herren von Seen 1274)
Sternenberg (1930; bis 2014)
Töss (Eingemeindung 1922; Gemeindewappen von 1799)
Unterstammheim (1928; Obervogtei Stammheim 1512; bis 2018)
Unterstrass (1693; Eingemeindung 1893)
Veltheim (Eingemeindung 1922; Wappen bei Krauer 1860)
Waltalingen (1930; bis 2018)
Wiedikon (1752; Vogteiwappen 1673; Eingemeindung 1893)
Wipkingen (1670; Eingemeindung 1893)
Witikon (1932; Edlibach 1493; Eingemeindung 1934)
Wollishofen (Vogteiwappen bei Edlibach 1493; Eingemeindung 1893, Quartierwappen 1926)
Wülflingen  (Eingemeindung 1922; Amt Wülflingen-Buch am Irchel 1741)

### Ehemalige Gemeindefahnen

Adlikon bei Andelfingen (1931; bis 2022)
Affoltern (1930; Eingemeindung 1934)
Albisrieden (1927; Eingemeindung 1934)
Altstetten (1927; Edlibach 1493; Eingemeindung 1934)
Aussersihl (1787; Eingemeindung 1893)
Bertschikon bei Attikon (1930; bis 2013)
Enge (1693; Eingemeindung 1893)
Fluntern (1674; Eingemeindung 1893)
Hirslanden (bei Krauer 1860; Eingemeindung 1893)
Hirzel (1932; bis 2017)
Hofstetten bei Elgg (1929; Herren von Schauenberg bei Edlibach 1493; bis 2017)
Höngg (1928; Obervogtei Höngg 1674; Eingemeindung 1934)
Hottingen (bei Krauer 1860; Eingemeindung 1934)
Humlikon (1930; Herren von Humlikon um 1300; bis 2022)
Hütten (1932; bis 2018)
Kyburg (1926; Grafen von Kyburg 1264; bis 2015)
Oberstammheim (1932; bis 2018)
Oberstrass (1693; Eingemeindung 1893; Quartierfahne 1925)
Oberwinterthur (Eingemeindung 1922; Meier von Oberwinterthur 1293)
Oerlikon (1931; Eingemeindung 1934)
Riesbach (1693; Eingemeindung 1893)
Schönenberg (1932; bis 2018)
Schwamendingen (1930; Eingemeindung 1934)
Seebach (1928; Eingemeindung 1934)
Seen (Eingemeindung 1922; Herren von Seen 1274)
Sternenberg (1930; bis 2014)
Töss (Eingemeindung 1922; Gemeindefahne von 1799)
Unterstammheim (1928; Obervogtei Stammheim 1512; bis 2018)
Unterstrass (1693; Eingemeindung 1893)
Veltheim (Eingemeindung 1922; Fahne bei Krauer 1860)
Waltalingen (1930; bis 2018)
Wiedikon (1752; Vogteifahne 1673; Eingemeindung 1893)
Wipkingen (1670; Eingemeindung 1893)
Witikon (1932; Edlibach 1493; Eingemeindung 1934)
Wollishofen (Vogteifahne bei Edlibach 1493; Eingemeindung 1893, Quartierfahne 1926)
Wülflingen  (Eingemeindung 1922; Amt Wülflingen-Buch am Irchel 1741)

### Dorfwappen
Aus den Büchern  und  sind die folgenden Dorfwappen bekannt.

Stettbach (Dübendorf)
Tann (Dürnten)
Esslingen (Egg)
Esslingen Feldschützenverein (Egg)
Bertschikon (Gossau)
Gossau (Gossau)
Grüt (Gossau)
Herschmettlen (Gossau)
Ottikon (Gossau)
Binzikon (Grüningen)
Itzikon (Grüningen)
Bernegg (Hinwil)
Bossikon (Hinwil)
Hadlikon (Hinwil)
Ringwil (Hinwil)
Agasul (Illnau-Effretikon)
Bietenholz (Illnau-Effretikon)
Bisikon (Illnau-Effretikon)
Effretikon (Illnau-Effretikon)
First (Illnau-Effretikon)
Horben (Illnau-Effretikon)
Illnau (Illnau-Effretikon)
Kemleten (Illnau-Effretikon)
Mesikon (Illnau-Effretikon)
Moosburg (Illnau-Effretikon)
Ottikon (Illnau-Effretikon)
Rikon (Illnau-Effretikon)
Grafstal (Lindau)
Tagelswangen (Lindau)
Winterberg (Lindau)
Aesch (Maur)
Binz (Maur)
Ebmatingen (Maur)
Uessikon (Maur)
Auslikon-Balm (Pfäffikon)
Gündisau (Russikon)
Ludetswil (Russikon)
Madetswil (Russikon)
Rumlikon (Russikon)
Raat (Stadel bei Niederglatt)
Schüpfheim (Stadel bei Niederglatt)
Sitzberg (Turbenthal)
Freudwil (Uster)
Kirchuster (Uster)
Nänikon (Uster)
Niederuster (Uster)
Nossikon (Uster)
Oberuster (Uster)
Rehbüel-Hegetsberg (Uster)
Riedikon (Uster)
Sulzbach (Uster)
Wermatswil (Uster)
Werrikon (Uster)
Winikon-Gschwader (Uster)
Gutenswil (Volketswil)
Hegnau (Volketswil)
Kindhausen (Volketswil)
Zimikon (Volketswil)
Laupen (Wald)
Brüttisellen (Wangen-Brüttisellen)
Neschwil (Weisslingen)
Kempten (Wetzikon)
Robenhausen (Wetzikon)
Manzenhub (Wila)
Ehrikon (Wildberg)
Schalchen (Wildberg)
Kollbrunn (Kollbrunn)
Langenhard
Gössikon (Zumikon)